# Historiographie latine

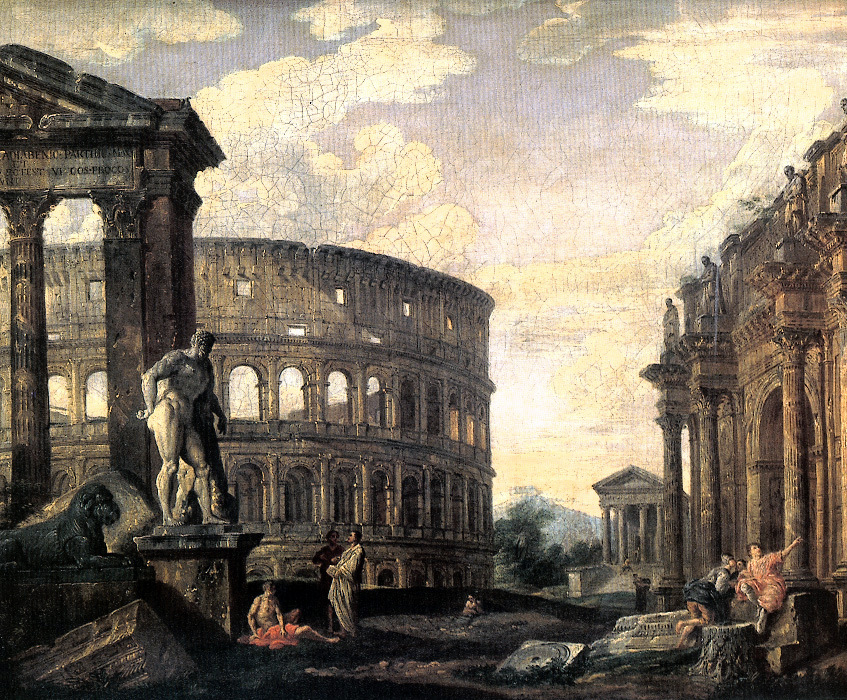
Peinture par Giovanni Paolo Pannini

 (mars 2021).
L'historiographie latine traite de l'historiographie de la Rome antique, soit la réflexion développée par les productions des historiens romains sur les événements de leur propre cité.
Le terme historiographie signifie, étymologiquement, écriture de l’histoire ; dans le domaine des sciences de l’Antiquité, il désigne ainsi la manière dont les auteurs antiques concevaient et pratiquaient l’histoire.
En fait, l'historiographie latine semble débuter vers la fin du IIIe siècle av. J.-C., et les guerres puniques. Elle s'étoffe ensuite jusqu'à la fin de la République, puis marque un tournant avec la mutation en Empire. Cette période se distingue par l'importance accordée aux figures des Empereurs romains. Le genre de la biographie est donc le plus persistant durant la fin de l'Empire.

## Définition générale
À Rome, l’histoire est un genre relativement tardif, apparu après 250 av. J.-C., alors que l’historiographie grecque existe depuis plusieurs siècles déjà (le premier historien grec véritable, Hécatée de Milet, est né vers 550 av. J.-C.)
L’historiographie latine comprend en fait plusieurs genres, dont les principaux sont les suivants : les annales, c’est-à-dire le récit des événements du passé, présentés année par année, depuis les temps les plus reculés (très souvent depuis les origines même de Rome) jusqu’à des périodes plus récentes ; l’historia, qui, au sens restreint, désigne la chronique (au sens de recueil de faits, consignés par ordre chronologique) des événements récents ; enfin, la monographie, qui porte sur un sujet plus limité, sur un épisode particulier, et suppose donc un choix. À côté de ces genres relevant de l’historiographie latine proprement dite, se situent des œuvres que les Anciens ne considéraient pas comme de l’histoire au sens strict, telle la biographie, ou encore les commentarii (traduction latine du grec hypomnèmata, aide-mémoires), terme qui désigne le simple exposé, dans un style dépouillé, de faits dont on veut garder le souvenir (le plus illustre exemple de commentarii étant les Commentaires sur la guerre des Gaules et les Commentaires sur la guerre civile de  Jules César.
Les historiens romains étaient essentiellement des hommes d’action, participant activement aux affaires politiques, et formés dans les milieux sénatoriaux et traditionalistes, dont l’historiographie romaine véhicule par conséquent les valeurs. L’historiographie latine se caractérise également par son caractère romanocentriste : elle ne s’intéresse en effet qu’à l’histoire de Rome et a tendance à laisser dans l’ombre ce qui lui est étranger. Enfin, l’histoire est avant tout conçue par les Romains comme un recueil d’exempla, une collection de modèles à suivre ou à éviter : elle a donc une fonction pédagogique et utilitaire, et doit de ce fait persuader. Elle est construite par conséquent comme un discours littéraire à part entière.

## Les débuts de l’historiographie à Rome
Au moment de la deuxième guerre punique (218-201 av. J.-C.), se développa à Rome, pour faire face aux chroniques d’écrivains procarthaginois, une historiographie proromaine en prose, dont les plus célèbres représentants sont Quintus Fabius Pictor et Cincius Alimentus, hommes d’action qui écrivaient en grec (c’est Caton l'Ancien qui, un peu plus tard, introduira l’usage d’écrire en latin). L’historiographie romaine était donc, à l’origine, une entreprise à visée nationale, un acte de propagande ; elle ne se départira d’ailleurs jamais vraiment, à quelques exceptions près, de ce caractère nationaliste et romanocentriste.
À ses débuts l’historiographie romaine consistait en un récit des événements année par année : c’est pourquoi on parle d’annalistique ou d’annales. L’annalistique a hérité sa structure et sa matière de la chronique tenue par les pontifes romains, lesquels enregistraient les événements de l’année (bilan des séances du sénat, expéditions militaires, cours du blé, prodiges divers) et conservaient ces notes dans les archives de la ville (une partie de ces notes étaient même affichée au forum). Ces chroniques pontificales, ou Annales maximi, reflétaient souvent les intérêts des familles auxquelles appartenaient leurs auteurs. Les premiers historiographes romains disposaient également des archives des grandes familles, qui entretenaient le souvenir de leurs aïeux, notamment à l’occasion des éloges funèbres, lors desquels étaient célébrés les vertus et les exploits du défunt. Les premiers annalistes héritèrent de ces sources une tendance certaine à la partialité ainsi qu’à la moralisation et à l’éloge des valeurs traditionnelles romaines.

## L’historiographie sous laRépublique
Aux IIIe et IIe siècles av. J.-C. les ouvrages historiques se multiplient tels les annales de Cassius Hermina, ou de Calpurnius Piso Frugi.
Il faut attendre Cicéron (Ier siècle av. J.-C.) pour que l’historiographie dépasse véritablement le stade de l’écriture rugueuse et archaïque des premiers annalistes. Quoique n’ayant jamais écrit lui-même d’ouvrage historique, Cicéron a présenté dans ses œuvres une véritable théorie de l’histoire. Selon lui, l’histoire est avant tout une collection d’exemples et de précédents, un guide qui doit permettre aux Romains et plus précisément aux hommes politiques de se perfectionner et de prendre les bonnes décisions. Cicéron érige également comme lois de l’histoire le respect de la vérité, le souci de la chronologie, la nécessité d’énoncer les causes et les conséquences des événements. L’histoire, enfin, est considérée par Cicéron comme une œuvre littéraire à part entière, demandant un style approprié et des qualités rhétoriques certaines.
Le premier grand historien romain est Salluste, auteur, entre autres, de deux monographies, La Conjuration de Catilina et La guerre de Jugurtha. Il était considéré dans l’Antiquité comme l’équivalent latin de l’historien grec Thucydide.

## L’historiographie sous leHaut Empire(Ier-IIes. ap. J.-C.)
L’historiographie est alors devenue un des genres littéraires les plus prestigieux. C’est à cette période que Tite-Live, restant fidèle à l’esprit annalistique, compose les 142 livres de son Histoire Romaine (ou Ab urbe condita libri), des origines de Rome jusque 9 ap. J.-C.
Après une période de régression, sous les Julio-Claudiens, de la grande historiographie qui se voit supplantée par les témoignages courtisans ou d’opposition, l’histoire retrouve ses lettres de noblesse avec Tacite, dont les œuvres majeures, les Histoires et les Annales, furent composées au début du IIe s. ap. J.-C. À la même époque paraissent les Vies des douze Césars de Suétone. Le genre de la biographie est en effet de plus en plus en vogue, répondant ainsi à la personnalisation croissante du pouvoir.
Cependant, ces deux historiens ont écrit environ cinquante ans après les événements, durant une période où Néron était (déjà) dénigré. Le tableau qu'ils dressent de ces événements est particulièrement sombre et les arrière-pensées qu'ils prêtent aux protagonistes sans concession. Il n'est pas toujours aisé de distinguer la part du récit romanesque de celle d'une recherche historique « sérieuse ». Même si, de par leurs fonctions, ils avaient accès à des archives officielles et des documents de première main, leurs propres sources sont cependant très rarement explicitement données. Les deux historiens sont certainement influencés par la société dans laquelle ils vivaient et pour laquelle ils écrivaient. Leur tendance à noircir le tableau et à considérer les acteurs principaux comme des criminels souvent dégénérés, et leur manque d'esprit critique, voire leur crédulité sont aujourd'hui dénoncés et on attribue en partie la sévérité de leur jugement à leurs a priori idéologiques, voire leur « philosophie politique ». Tacite est, par exemple, considéré comme le grand détracteur de Néron ; Suétone comme exprimant les intérêts politiques du Sénat et des chevaliers romains. Les récits de ces historiens romains postérieurs au règne de Néron soulèvent ainsi une multitude d'interrogations sur la fiabilité de ces témoignages de « seconde main ».

## L’historiographie duBas-Empire(IIIe-Ves. ap. J.-C.)
La vogue de la biographie se confirmera par la suite, comme l’atteste l’Histoire Auguste, recueil de biographies impériales écrit dans la deuxième moitié du IVe ou au début du Ve siècle. Le Bas-Empire voit également se multiplier les abrégés d’histoire romaine, ou épitomé (comme l'Épitomé de Caesaribus). On considère ordinairement que le dernier grand historien romain est Ammien Marcellin, auteur du IVe siècle ayant composé les Rerum gestarum libri, conçus probablement comme une continuation des Histoires de Tacite.